# Джонсон, Диэрнест
Диэрнест Джонсон—младший (англ. D'Ernest Johnson Jr.; 27 февраля 1996, Иммокали, Флорида) — американский футболист, раннинбек клуба НФЛ «Джэксонвилл Джагуарс». На студенческом уровне выступал за команду Южно-Флоридского университета. На драфте 2018 года выбран не был. Профессиональную карьеру начал в составе клуба «Орландо Аполлос» в Альянсе американского футбола.

## Биография
Диэрнест Джонсон родился 27 февраля 1996 года в Иммокали во Флориде. Там же он окончил старшую школу. В составе её футбольной команды Джонсон играл на позиции раннинбека, за карьеру набрал 1855 выносных ярдов, суммарно сделал 28 тачдаунов. В 2012 году его включили в состав сборной звёзд конференции. На момент выпуска Джонсон занимал 18 позицию в рейтинге лучших бегущих школьного футбола по версии Rivals.com. Среди нескольких предложений спортивной стипендии от программ I дивизиона NCAA он выбрал Южно-Флоридский университет.

### Любительская карьера
В футбольном турнире NCAA Джонсон дебютировал в 2014 году, сыграв в двенадцати матчах команды. На поле он выходил в нападении и составе специальных команд, набрав 157 ярдов на возвратах начальных ударов. В сезоне 2015 года он сыграл в тринадцати матчах. Суммарно Джонсон набрал 1251 ярд, став третьим в команде по этому показателю. По итогам года он стал одним из обладателей награды самому ценному игроку команды и получил приз за лидерские качества.
В 2016 году он принял участие в тринадцати играх, в десяти из них делал как минимум один тачдаун. По ходу сезона Джонсон побил рекорд университета по ярдам на приёме для раннинбеков. Его называли в числе претендентов на Награду Хорнанга самому универсальному игроку студенческого футбола. В сезоне 2017 года Джонсон сыграл в двенадцати матчах, девять из них начал в стартовом составе. На выносе он набрал 796 ярдов с семью тачдаунами, на приёме 153 ярда с двумя тачдаунами. После окончания сезона он принял участие в Матче всех звёзд между командами западных и восточных штатов. Суммарно за карьеру Джонсон набрал 4186 ярдов, установив рекорд университета.

#### Статистика выступлений в NCAA
| Сезон | Команда            | Игры | Приём | Приём | Приём | Приём | Вынос | Вынос | Вынос | Вынос |
| Сезон | Команда            | Игры | Rec   | Yds   | Y/A   | TD    | Att   | Yds   | Y/A   | TD    |
| ----- | ------------------ | ---- | ----- | ----- | ----- | ----- | ----- | ----- | ----- | ----- |
| 2014  | Саут Флорида Буллз | 12   | 8     | 107   | 13,4  | 1     | 46    | 150   | 3,3   | 0     |
| 2015  | Саут Флорида Буллз | 13   | 25    | 346   | 13,8  | 4     | 71    | 307   | 4,3   | 1     |
| 2016  | Саут Флорида Буллз | 13   | 28    | 293   | 10,5  | 5     | 111   | 543   | 4,9   | 8     |
| 2017  | Саут Флорида Буллз | 12   | 11    | 153   | 13,9  | 2     | 193   | 796   | 4,1   | 7     |
| Всего | Всего              | 50   | 72    | 899   | 12,5  | 12    | 421   | 1796  | 4,3   | 16    |

### Профессиональная карьера
Перед драфтом НФЛ 2018 года аналитик сайта лиги Лэнс Зирлейн сильными сторонами Джонсона называл хорошую технику бега, умение вести силовую борьбу, надёжность при игре на приёме, большой опыт успешной игры в специальных командах. Среди минусов он отмечал недостаток креативности на поле, отсутствие хорошего ускорения, средний уровень атлетизма и неготовность игрока к скоростям профессионального футбол.
На драфте Джонсон не был выбран ни одним из клубов лиги. В мае он получил приглашение на тренировочный сбор для новичков «Нью-Орлеан Сэйнтс», но в состав команды пробиться не сумел. Первым клубом в его профессиональной карьере стали «Орландо Аполлос» из ААФ. За команду Джонсон провёл восемь игр, набрав 372 ярда на выносе и 220 ярдов на приёме. В мае 2019 года, после банкротства лиги, он подписал контракт с «Кливлендом». На предсезонных сборах он стал одним из лучших в составе «Браунс» и получил место в основном составе на сезон 2019 года. В регулярном чемпионате он сыграл в шестнадцати матчах, преимущественно выходя на поле в составе специальных команд. В сезон 2020 года Джонсон был третьим бегущим «Кливленда» после Ника Чабба и Карима Ханта, набрав 166 ярдов в шестнадцати играх.
В октябре 2021 года Джонсон впервые вышел в стартовом составе «Кливленда» и набрал рекордные для себя 146 ярдов в матче с «Денвером».

#### Статистика выступлений в НФЛ

##### Регулярный чемпионат
| Сезон | Команда         | Игры | Приём | Приём | Приём | Приём | Вынос | Вынос | Вынос | Вынос |
| Сезон | Команда         | Игры | Rec   | Yds   | Y/A   | TD    | Att   | Yds   | Y/A   | TD    |
| ----- | --------------- | ---- | ----- | ----- | ----- | ----- | ----- | ----- | ----- | ----- |
| 2019  | Кливленд Браунс | 16   | 6     | 71    | 11,8  | 0     | 4     | 21    | 5,3   | 0     |
| 2020  | Кливленд Браунс | 16   | 3     | 14    | 4,7   | 0     | 33    | 166   | 5,0   | 0     |
| 2021  | Кливленд Браунс | 16   | 18    | 127   | 7,1   | 0     | 75    | 411   | 5,5   | 2     |
| Всего | Всего           | 48   | 27    | 212   | 7,9   | 0     | 112   | 598   | 5,3   | 2     |

* На 8 января 2022 года